# Uông Chu Lưu
Uông Chu Lưu (sinh ngày 20 tháng 7 năm 1955) là một Tiến sĩ Luật học, chính khách Việt Nam. Ông từng là Ủy viên Ban Chấp hành Trung ương Đảng Cộng sản Việt Nam, Ủy viên Đảng đoàn Quốc hội, Phó Chủ tịch Quốc hội nước Cộng hòa Xã hội Chủ nghĩa Việt Nam.
Uông Chu Lưu quê quán ở xã Xuân Trường (nay là xã Đan Trường), huyện Nghi Xuân, tỉnh Hà Tĩnh, người Việt. Ông hiện cư trú tại quận Ba Đình, thủ đô Hà Nội.

## Giáo dục
- Giáo dục phổ thông: 10/10[1]
- Cử nhân Luật[1]
- Tiến sĩ luật[1]

## Sự nghiệp
Ngày 3 tháng 12 năm 1983, Uông Chu Lưu gia nhập Đảng Cộng sản Việt Nam (chính thức ngày 3 tháng 12 năm 1984).
Ông Uông Chu Lưu từng là ủy viên Ban Chấp hành Trung ương Đảng Cộng sản Việt Nam khóa IX, X, XI và XII.
Năm 2001, ông Uông Chu Lưu, Thứ trưởng Bộ Tư pháp Việt Nam được bầu làm Ủy viên Ban Chấp hành Trung ương Đảng Cộng sản Việt Nam khóa 9 (2001 – 2006).
Từ ngày 12 tháng 8 năm 2002 đến ngày 23 tháng 7 năm 2007, ông Uông Chu Lưu là Bộ trưởng Bộ Tư pháp Việt Nam.
Ông Uông Chu Lưu là Đại biểu Quốc hội Việt Nam khóa 11 (2002 – 2007) tỉnh Sóc Trăng kiêm Bộ trưởng Bộ Tư pháp, ủy viên Ban Chấp hành Tổng Liên đoàn Lao động Việt Nam.

### Phó Chủ tịch Quốc hội Việt Nam khóa 12
Ông Uông Chu Lưu là đại biểu Quốc hội Việt Nam khóa 12 nhiệm kì 2007-2011 tỉnh Sóc Trăng (đại biểu chuyên trách trung ương).
Ngày 23 tháng 7 năm 2007, tại kỳ họp thứ nhất Quốc hội khóa 12, Ông Uông Chu Lưu được bầu làm Phó Chủ tịch Quốc hội Việt Nam khóa 12 với tỷ lệ số phiếu thuận gần 94%.
Tại Đại hội Đảng toàn quốc lần thứ XI, được bầu vào Ban Chấp hành Trung ương Đảng Cộng sản Việt Nam.

### Phó Chủ tịch Quốc hội Việt Nam khóa 13
Ngày 22 tháng 5 năm 2011, Ông Uông Chu Lưu trúng cử Đại biểu Quốc hội Việt Nam khóa 13 nhiệm kì 2011-2016 tại tỉnh Thanh Hóa với tỉ lệ số phiếu thuận trên 83% (đại biểu chuyên trách trung ương).
Ngày 3 tháng 1 năm 2012, Ông Uông Chu Lưu được Quốc hội Việt Nam khóa 13 bầu giữ chức Chủ tịch Hội đồng khoa học của Ủy ban Thường vụ Quốc hội.
- Ngày 26 tháng 1 năm 2016, tại Đại hội đại biểu toàn quốc lần thứ XII của Đảng Cộng sản Việt Nam, ông tiếp tục được bầu làm ủy viên Ban Chấp hành Trung ương Đảng Cộng sản Việt Nam khóa 12 nhiệm kì 2016 – 2021.

### Đại biểu Quốc hội Việt Nam khóa 14
Ngày 22 tháng 5 năm 2016, Ông Uông Chu Lưu trúng cử Đại biểu Quốc hội Việt Nam khóa 14 nhiệm kì 2016 – 2021 tại tỉnh Thanh Hóa.

### Phó Chủ tịch Quốc hội Việt Nam khóa 14
Sáng ngày 22 tháng 7 năm 2016, Ông Uông Chu Lưu được Quốc hội Việt Nam khóa 14 bầu làm Phó Chủ tịch Quốc hội Việt Nam khóa 14 với tỉ lệ tán thành là 96,76% (tổng số đại biểu: 494, tán thành: 478, không tán thành: 12, phiếu trống: 4).
Tại kì họp thứ 5 năm 2018, về dự án Luật Đơn vị Hành chính – Kinh tế đặc biệt Vân Đồn, Bắc Vân Phong, Phú Quốc (gọi là các đặc khu), ông cho rằng cần thiết phải có nhiều ưu đãi dành cho các đặc khu như thời hạn cho thuê đất 99 năm nhằm "dọn chỗ để hút phượng hoàng". ông Uông Chu Lưu cho biết dự án Luật Đặc khu là chủ trương lớn của Đảng Cộng sản Việt Nam mà ông là thành viên cao cấp.
Ngày 31 tháng 3 năm 2021, tại kỳ họp thứ mười một Quốc hội khóa XIV, Quốc hội đã biểu quyết thông qua Nghị quyết về việc miễn nhiệm Phó Chủ tịch Quốc hội đối với ông Uông Chu Lưu, sau đó ông sẽ nghỉ hưu theo chế độ.

## Danh hiệu
- Huân chương Lao động hạng Nhất
- Huân chương Hồ Chí Minh
- Huân chương Đại đoàn kết dân tộc